# Châtillon-sur-Oise
Châtillon-sur-Oise è un comune francese di 139 abitanti situato nel dipartimento dell'Aisne della regione dell'Alta Francia.

## Società

### Evoluzione demografica
Abitanti censiti